# Kodeks karny (1932)
Kodeks karny z 1932 r., inaczej kodeks Makarewicza – polski kodeks karny, wprowadzony przez Prezydenta RP 11 lipca 1932.
Projekt kodeksu powstał w wyniku prac Komisji Kodyfikacyjnej. Określenie „kodeks Makarewicza”, którego używano w doktrynie, pochodziło od nazwiska jednego z jej członków i głównego współautora projektu – Juliusza Makarewicza. Łączył w sobie postulaty socjologicznej i klasycznej szkoły prawa, charakteryzował się nowatorską regulacją podżegania i pomocnictwa.
Wprowadzony został rozporządzeniem z mocą ustawy przez Prezydenta RP Ignacego Mościckiego. Uchylony został przez Sejm PRL III kadencji z dnia 19 kwietnia 1969, kiedy przyjęto kodeks karny Andrejewa. W mocy pozostał rozdział XI (art. 69–78) o nieletnich aż do uchwalenia ustawy o postępowaniu w sprawach nieletnich w 1982.
Kodeks został nazwany „jednym z największych osiągnięć kodyfikacji” w biogramie Makarewicza w Kurierze Galicyjskim z 16 marca 2013.

## Geneza

### Komisja Kodyfikacyjna
Na terytorium nowego państwa polskiego obowiązywały różne przepisy karne byłych państw zaborczych. Opracowaniem nowego kodeksu prawa karnego powierzono wydziałowi (przemianowanemu potem na sekcję) prawa karnego Komisji Kodyfikacyjnej. W skład wydział wchodziło 10 osób (później 12) pośród członków było 8 profesorów oraz 3 sędziów Sądu Najwyższego, m.in.:
- Franciszek Nowodworski (1859–1924) prezes Izby Karnej Sądu Najwyższego, prezes Wydziału Karnego Komisji Kodyfikacyjnej
- Edmund Krzymuski (1851–1928) prof. UJ Wiceprezes Wydziału Karnego
- Juliusz Makarewicz (1872–1955) wiceprezes Wydziału Karnego Komisji Kodyfikacyjnej, prof. UJ, potem prof. UJK; od jego nazwiska kodeks nazywano „kodeksem Makarewicza”
- Aleksander Mogilnicki (1875–1956) sekretarz Wydziału Karnego
- Emil Stanisław Rappaport (1877–1956) sędzia Sądu Najwyższego sekretarz generalny Komisji Kodyfikacyjnej, sekretarz Wydziału Karnego Komisji Kodyfikacyjnej.
- Wacław Makowski (1880–1942) prof. UW Wiceprzewodniczący sekcji prawa karnego, referent projektu prawa karnego
- Adolf Czerwiński (1852–1937) emerytowany prezes Sądu Apelacyjnego we Lwowie
- Julian Nowotny (1876–1953)
- Henryk Ettinger (1852–1929), adwokat warszawski

W skład wydziału wchodziło także 2 posłów na sejm.

### Projekty
Jeszcze przed rozpoczęciem prac w komisji powstały dwa prywatne projekty części ogólnej kodeksu. Pierwszy opracowali A. Mogielnicki i E.S. Rappaport (koniec 1915 zastąpiony drugą wersją w 1916) opierał się on w znacznej części na nauce szkoły socjologicznej. Kolejny projekt bazujący na zasadach klasycznej szkoły prawa karnego opracował E. Krzymuski.
Projekt części ogólnej kodeksu został opracowany przez podkomisję w składzie: J. Makarewicz, W. Makowski, E.S. Rappaport. Został on opublikowany w 1922 r. (ukazało się również tłumaczenie francuskie a w 1928 także przekład niemiecki). W ciągu całości prac powstało pięć wersji projektu części ogólnej kodeksu. Prace nad częścią szczególną trwały niemal 10 lat. Głównym referentem był W. Makowski, funkcję koreferenta sprawował J. Makarewicz. Całość projektu została zaakceptowana 14 września 1931 r.
Projekt został zaaprobowany (9 marca 1932 r. przez wewnętrzną komisję w ministerstwie sprawiedliwości (wprowadzono niewielkie zmiany skonsultowane z J. Makarewiczem, W. Makowskim, E.S. Rappaportem). Ostatecznie Kodeks wprowadzono rozporządzeniem prezydenta RP z dnia 11 lipca 1932 r.. Rozporządzenie weszło w życie 1 września 1932 r. wraz z promulgowanym równocześnie „Prawem o wykroczeniach”.

## Struktura
Kodeks liczył 295 artykułów zawartych w 42 rozdziałach (miał charakter syntetyczny), co było zgodne z ówczesną techniką legislacyjną. Kodeks był podzielony na dwie części:
- część ogólną; składała się z 16 rozdziałów (92 art.). Zawierała przepisy regulujące w sposób generalny (ogólny i abstrakcyjny) podstawowe pojęcia, instytucje i zasady obowiązujące w prawie karnym;
- część szczególną; obejmowała 26 rozdziałów (17 – 42), liczyła 203 art. Normowała określone stany faktyczne zawierające przesłanki odpowiedzialności. Obejmowała katalog zdefiniowanych przestępstw i grożących kar.

Kodeks wyróżniał się jednolitą, nowoczesną systematyką. Spisany był językiem zwięzłym i przejrzystym, uważany był za pracę mistrzowską. Kodeks zaliczano do największych osiągnięć polskiej kodyfikacji.

## Charakterystyka i regulacje kodeksu
Kodeks zawierał postulaty doktryny klasycznej i socjologicznej. Do głównych zasad pochodzących z doktryny klasycznej zawartych w kodeksie należały; zasada równości wobec prawa i humanitaryzm, zasada indywidualizmu odpowiedzialności karnej (odrębne traktowanie odpowiedzialności sprawcy, pomocnika i podżegacza) oraz subiektywizmu odpowiedzialności karnej (uwzględnienie motywów). Wpływ doktryny socjologicznej jest widoczny w kodeksie poprzez wprowadzenie środków zabezpieczających.

### Przestępstwo
Kodeks w art. 1 przyjmował legalną definicję przestępstwa (nullum crimen sine lege), co było przejawem gwarancji wolności obywatelskich.
Regulacje dzieliły przestępstwa na zbrodnie (można je było popełnić tylko umyślnie, zagrożone były co najmniej karą 5 lat więzienia) i występki (można je było popełnić także nieumyślnie, jeśli kodeks tak stanowił, zagrożone były karą do 5 lat więzienia, lub 3 miesięcy aresztu, lub grzywny powyżej 3000 zł). Osobno (w ogłoszonym równocześnie w odrębnym rozporządzeniu Prawo o wykroczeniach) został uregulowany trzeci rodzaj czynów karalnych: wykroczenia.

#### Przedmiotowa strona przestępstwa
Czyn był przestępstwem, jeśli wyczerpywał przesłanki zawarte w kodeksie. Nie przewidziano idealnego zbiegu przestępstw (jeden czyn mógł stanowić tylko jedno przestępstwo).

#### Podmiotowa strona przestępstwa
Podstawą odpowiedzialności karnej była wina (nullum crimen sine culpa) uregulowana w oparciu o teoria woluntatywistyczną (teoria woli): art. 14; gdy sprawca chce je popełnić. Kolejną zasadą odpowiedzialności zawartą w kodeksie była zasada subiektywizmu. W treści kodeksu występował zamiar bezpośredni (dolus directus), oraz zamiar wynikowy (dolus eventualis), zrezygnowano natomiast z konstrukcji zamiaru pośredniego (dolus indirectus). Nieumyślność została uregulowana w postaci niedbalstwa (sprawca nie przewiduje możliwości popełnienia czynu, lecz powinien lub mógł przewidzieć), oraz lekkomyślności (sprawca przewiduje możliwość popełnienia przestępstwa, lecz niesłusznie przypuszcza, że go uniknie).
Przestępstwo usiłowane było karane na równi z dokonanym (art. 23 i n.).

### Bezprawność i bezkarność
Do kontratypów kodeks zaliczał:
- obronę konieczną
- stan wyższej konieczności.

Do okoliczności wyłączających winę:
- nieletniość (nieletni przed ukończeniem 13 lat nie odpowiadali, osoby w wieku od 13 do 17 lat podlegały warunkowej odpowiedzialności, zależnie od ich stanu umysłowego i moralnego wówczas stosowano wobec nich środki poprawcze, był to tzw. system trzech okresów)
- niepoczytalność
- błąd co do faktu (error facti) – nie popełnia przestępstwa, kto dopuszcza się czynu pod wpływem błędu co do okoliczności należącej do istoty czynu, z wyjątkiem, gdy chodzi o występek nieumyślny, a błąd był wynikiem nieostrożności lub niedbalstwa (art. 20 § 1).

Natomiast błąd co do prawa (error iuris), gdy sprawca sądził, że dane zachowanie nie jest karalne, stanowił jedynie podstawę do złagodzenia odpowiedzialności, co pozostawiono uznaniu sądu (sąd może uwzględnić usprawiedliwioną nieświadomość bezprawności czynu, jako podstawę do nadzwyczajnego złagodzenia kary tamże § 2)
Bezkarność oznaczała brak kary pomimo popełnienia bądź usiłowania przestępstwa w razie czynnego żalu (zapobiegnięcie grożącemu przestępstwu lub doniesienie o zamierzonym przestępstwie). Wyłączono tu inicjatorów i prowokatorów.
Art. 25. Nie odpowiada za usiłowanie, kto dobrowolnie odstąpił od działania lub zapobiegł powstaniu skutku przestępnego.
Art. 30. § 1. Podżegacz ani pomocnik nie odpowiada, jeżeli zapobiegł skutkom swego działania. § 2. Sąd może zastosować nadzwyczajne złagodzenie kary do podżegacza lub pomocnika, który starał się zapobiec skutkom swego działania. § 3. Przepisów § 1 i 2 nie stosuje się do tego, kto inną osobę nakłania do popełnienia przestępstwa w celu skierowania przeciwko niej postępowania karnego.
Art. 97. § 1. Kto w celu popełnienia przestępstwa, określonego w art. 93, 94 lub 95 [zbrodnie stanu], wchodzi w porozumienie z innemi osobami, podlega karze więzienia. § 2. Nie podlega karze, kto wziąwszy udział w porozumieniu, doniesie o niem władzy, powołanej do ścigania przestępstw, zanim władza dowiedziała się o porozumieniu i zanim wynikły jakiekolwiek ujemne skutki dla Państwa. Z bezkarności nie korzysta, kto doprowadził do powstania takiego porozumienia. Podobnie brzmiał art. 180 o porozumieniu w celu fałszowania pieniędzy, art. 219 o porozumieniu w celu spowodowania pożaru, katastrofy itp.
Kilka artykułów (np. art. 257 i 264 przy kradzieży artykułu pierwszej potrzeby przez sprawcę znajdującego się w gwałtownej potrzebie) pozostawiało uznaniu sądu odstąpienie od wymierzenia kary.

### Podżeganie i pomocnictwo
Rozwiązanie problemu podżegania i pomocnictwa było oryginalną i nowatorską regulacją w polskim kodeksie. Odrzucono winę akcesoryjną i koncepcję udziału w cudzym przestępstwie. Zamiast tego podżeganie i pomocnictwo traktowano jako samoistne postacie popełnienia przestępstwa. Podżegacz i pomocnik odpowiadali w granicach swego zamiaru, niezależnie od odpowiedzialności osoby, która dopuściła się zabronionego czynu (lub zamierzała to zrobić).

### Kary
Przy wymiarze kar obowiązywała zasada indywidualizmu (sędzia uwzględniał indywidualne okoliczności związane ze sprawcą, a wpływające na wymiar kary), co było wpływem doktryny socjologicznej. Obowiązywał system sędziowskiego wymiaru kary (kodeks określał górną i dolną granicę kary pozostawiając sędziemu jej sprecyzowanie w indywidualnym wypadku). Jednocześnie przewidziano nadzwyczajne złagodzenie kary (np. w wypadku stanu wyższej konieczności, obrony koniecznej) oraz nadzwyczajne obostrzenie kary (np. w wypadku recydywy. Kodeks przewidywał również instytucję kary łącznej (przy jej wymiarze obowiązywały zasady: (1) musiała być wyższa od najwyższej kary przewidzianej za jedno przestępstwo, (2) nie mogła przewyższać sumy kar za poszczególne przestępstwa, (3) nie mogła przekroczyć najwyższego wymiaru kary danego rodzaju, (4) nie mogła przewyższyć więcej niż o połowę najwyższego ustawowego wymiaru kary przewidzianego za przestępstwo zagrożone najsurowszą karą).
Kodeks wprowadzał podział na kary zasadnicze (orzekane samoistnie) i dodatkowe (uzupełniały kary zasadnicze, mogły być wymierzone tylko w przypadku zasądzenia kary zasadniczej). Do kar zasadniczych zaliczano:
- karę śmierci (groziła za 5 przestępstw, wykonywana przez powieszenie),
- karę więzienia (dożywotniego, wieloletniego np. 25 lat (jeżeli dany czyn zagrożony był dożywotnim więzieniem) lub czasowego od 6 miesięcy do 15 lat – jeżeli kodeks nie przewidywał za dany czyn dożywotniego więzienia, miała charakter hańbiący),
- karę aresztu (w wymiarze od 1 tygodnia do 5 lat, nie miała charakteru hańbiącego) oraz
- grzywnę (zawierała się w granicach od 7,5 złotych do 300 000 złotych, a w brzmieniu ustawy z 16.11.1960 roku[6] – minimalna grzywna wynosiła 100 złotych, a maksymalna 1.000 000 złotych). Orzekana była jako kara samoistna szczególnie za drobne przestępstwa lub w połączeniu z karą pozbawienia wolności (za przestępstwa popełnione z chęci zysku).

Zmniejszenie katalogu kar odzwierciedlało ogólna wówczas tendencję.
W skład kar dodatkowych wchodziły: utrata praw publicznych i obywatelskich praw honorowych (pozbawienie urzędów, tytułów i odznaczeń oraz prawa do nich otrzymania), prawa wykonywania zawodu, praw rodzicielskich lub opiekuńczych, przepadek przedmiotów majątkowych i narzędzi, ogłoszenie wyroku w prasie. Utrata praw następowała na czas orzeczony (od 2 do 10 lat) lub bezterminowo (w wypadku skazania na karę śmierci lub dożywotniego pozbawienia wolności).

### Środki zabezpieczające
Kodeks wprowadzał po raz pierwszy na ziemiach polskich instytucje środków zabezpieczających, opartą na poglądach doktryny socjologicznej. Przewidziane zostały 4 rodzaje środków zabezpieczających:
- Lecznicze środki zabezpieczające dla osób psychicznie chorych (stosowane wobec osób, których zachowanie mogło zagrozić porządkowi prawnemu). Środek stosowano zamiast kary za przestępstwo popełnione przez chorego, pobyt w zakładzie zamkniętym następował na czas nieokreślony (przynajmniej rok, art. 81).
- Środki lecznicze dla alkoholików i narkomanów (stosowane dodatkowo oprócz kary za przestępstwo, czas pobytu w zakładzie przewidziany był na 2 lata, art. 82).
- Domy pracy przymusowej (stosowane wobec osób popełniających przestępstwo w związku ze wstrętem do pracy, maksymalny okres pobytu w takim domu wynosił 5 lat, sąd mógł zwolnić po upływie 1 roku, art. 83).
- Zakłady dla niepoprawnych przestępców (recydywistów po przynajmniej 3 wyrokach skazujących), przestępców zawodowych lub nałogowych,  jeżeli pozostawanie ich na wolności grozi niebezpieczeństwem porządkowi prawnemu. Po odbyciu kary przestępca był umieszczany w takim zakładzie na okres co najmniej 5 lat, sąd mógł przedłużyć ten czas na kolejne 5 lat (art. 84).

Regulacje środków zabezpieczające były w tamtych czasach nowatorskim rozwiązaniem. Środki lecznicze nie wzbudzały zastrzeżeń, pozostałe dwa rodzaje środków nadzorczych wzbudzały liczne wątpliwości (np. podnoszono takie kwestie jak nieprecyzyjność sformułowań wstręt do pracy).

### Przedawnienie
Kodeks przewidywał przedawnienie (zaniechanie ścigania) po upływie czasu od 5 (przy występkach) do 20 lat (w wypadku zbrodni zagrożonej karą śmierci).
Przedawnienie karania (zaniechanie wykonania kary i środków zabezpieczających przy skazaniu zaocznym); następowało, w zależności od rodzaju przestępstwa, w czasie od 15 do 30 lat.

### Zawieszenie wykonania kary, warunkowe zwolnienie i zatarcie skazania
W kodeksie przewidziano instytucje zawieszenia wykonania kary wzorowaną na systemie francusko-belgijskim. Można ją było zastosować, jeśli kara nie przekraczała 2 lat. Czas zawieszenia wynosił od 2 do 5 lat. W tym okresie skazany nie mógł popełnić kolejnego przestępstwa pod rygorem odwołania zawieszenia (niezależnie od odpowiedzialności za nowe przestępstwo).
W regulacji warunkowego zwolnienia przyjęto tzw. system progresywny (stopniowo zwiększano swobody więźnia powoli przywracając go społeczeństwu). Wobec skazanego można było zastosować warunkowe zwolnienie, gdy: (1) odbył 2/3 kary (co najmniej 8 miesięcy, minimum 15 lat przy dożywotnim pozbawieniu wolności), (2) dotychczasowe zachowanie się skazanego dawało podstawę do przypuszczeń, że nie popełni nowego przestępstwa. Zwolnienie traktowano jako okres próby, który nie mógł być krótszy od 1 roku (5 lat przy dożywotnim pozbawieniu wolności).
Wprowadzono również instytucję zatarcia skazania (uznanie skazania za niebyłe) po upływie 10 lat od odbycia, darowania lub przedawnienia kary, albo od zwolnienia z zakładu zabezpieczającego (wobec skazanych na utratę praw publicznych lub obywatelskich praw honorowych, od dnia odzyskania przez skazanego zdolności do nabycia utraconych praw). O zatarciu decydował sąd na wniosek skazanego, oznaczało „usunięcie wpisu o skazaniu z wszelkich rejestrów karnych”.